# Останній четвергізм

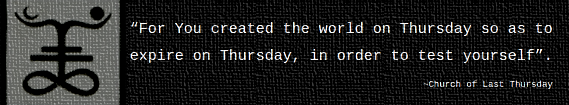
Підпис, створений «Церквою минулого четверга»:Бо ти створив світ у четвер, щоб знищити його в четвер, щоб випробувати себе.

Минулий четвер або Останній Четвергізм — це філософське твердження типу reductio ad absurdum, яке кидає виклик креаціонізму . Відповідно до цього твердження, вік Всесвіту не передує минулому четвергу . Усе, що ми знаємо про те, що сталося до минулого четверга, є ілюзією, оскільки в цей день було створено всі докази віку світу, включаючи людську пам’ять і фізичні записи.  
Подібно до « Летючого локшинного чудовиська », ця ідея перетворилася на релігію-пародію .

## Історія зародження
Спроби визначити вік Всесвіту або час, що минув з моменту створення, робилися в усіх релігіях і стародавніх культурах. Буквальне тлумачення Книги Буття свідчить про те, що Всесвіту приблизно шість тисяч років, ця ідея відома як «креаціонізм».

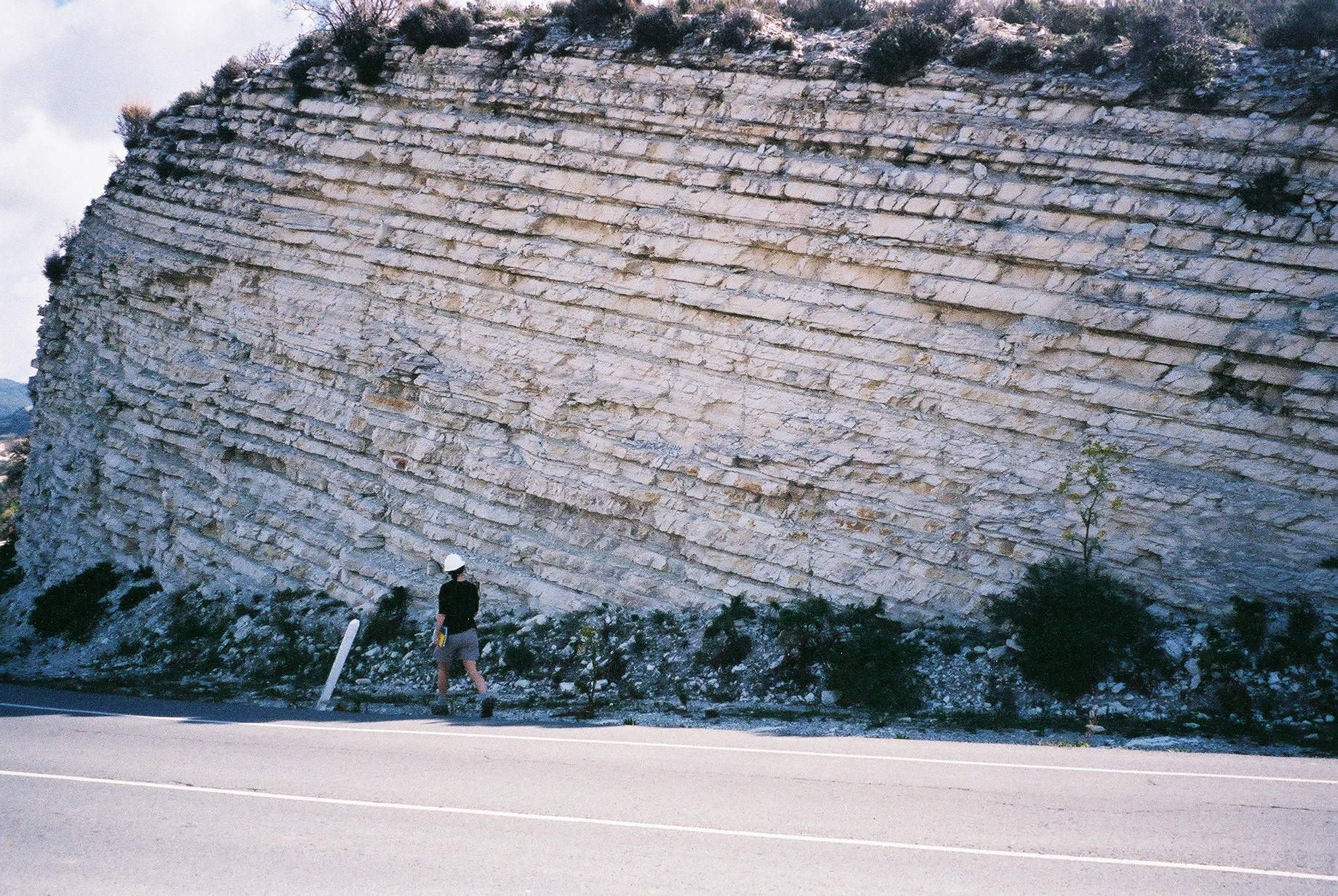
Шари стратиграфії крейди на Кіпрі

Ранні наукові спроби визначити вік Всесвіту почалися в 19 столітті і спочатку були зосереджені на визначенні віку Землі . Докази цього були знайдені в новій галузі геології, яка почала будувати геологічну шкалу часу на основі шарів Землі. Наприклад, у 1862 році лорд Кельвін оцінив вік Землі в 50–150 мільйонів років на основі часу, необхідного для того, щоб розплавлена Земля охолонула до поточної температури. Такі розрахунки викликали конфлікт між релігійними та науковими поглядами, що призвело до бурхливих дискусій.
У відповідь на цю напругу французький письменник Франсуа-Рене де Шатобріан написав у 1802 році : « Бог міг створити світ, і, безсумнівно, створив його з усіма ознаками його давнини та досконалості, які він демонструє зараз».

### Гіпотеза омфалоса
У 1857 році британський натураліст Філіп Генрі Госсе опублікував «Омфалос» (по-грецьки « пуп »), маючи на меті «вирішити геологічну дилему». Госсе спробував узгодити буквальне тлумачення історії про створення в Біблії з геологічними доказами поступового — і набагато раніше — формування Землі. Назва книги посилалася на гіпотезу Госсе про те, що Адам і Єва мали пупки, незважаючи на те, що вони не народилися, що символізує їх досконале творіння. Подібним чином, дерева мали кільця росту, які ніколи не росли, утворені миттєво. Госсе стверджував, що всі викопні докази раннього життя були вигадкою божественної: такого життя ніколи не існувало. Бог створив його з нічого (лат. ex nihilo) в момент створення.  
Друг Госсе, преподобний Чарльз Кінгслі, відповів, що він не міг повірити, що Бог «написав таку велику й непотрібну брехню на камені для людства».

### В юдаїзмі
У Талмуді раббі Єгошуа бен Хананія стверджує, що світ був створений у Нісан, навесні, посилаючись на вірш «дерева, що приносять плід», вказуючи на те, що дерева були створені в стані плодоношення. Талмуд детально пояснює:
|                                              | Навіть якщо час, визначений Торою для віку світу, здається занадто коротким для процесів скам’яніння (хоча я не бачу способу довести це остаточно), ми можемо легко прийняти можливість того, що Бог створив скам’янілості такими, якими вони виглядають — кістками чи скелетами ( з відомих Йому причин) — так само, як Він міг створити повністю сформовані організми, Адама в його цілісності та готові продукти, такі як вугілля чи алмази, без будь-якого процесу розвитку. |
| — תלמוד בבלי, מסכת ראש השנה, דף י"א, עמוד א' | |

Рабин Менахем Мендель Шнеєрсон написав у відповідь на запитання про скам’янілості:
Навіть якщо час, визначений Торою для віку світу, здається занадто коротким для процесів скам’яніння (хоча я не бачу способу довести це остаточно), ми можемо легко прийняти можливість того, що Бог створив скам’янілості такими, якими вони виглядають — кістками чи скелетами ( з відомих Йому причин) — так само, як Він міг створити повністю сформовані організми, Адама в його цілісності та готові продукти, такі як вугілля чи алмази, без будь-якого процесу розвитку.— 

## Історія аргументації

### П'ятихвилинна гіпотеза
У 1921 році Бертран Рассел запропонував «П’ятихвилинну гіпотезу», щоб продемонструвати довільність приписування молодого віку Всесвіту.
Немає жодної логічної неможливості в гіпотезі про те, що світ виник п’ять хвилин тому саме таким, яким він був тоді, з населенням, яке «пам’ятало» абсолютно нереальне минуле. Немає логічно необхідного зв'язку між подіями в різний час; отже, ніщо з того, що відбувається зараз або станеться в майбутньому, не може спростувати гіпотезу про те, що світ почався п’ять хвилин тому.— 

### Минулий Четвер
Твердження про «минулий четвер», ймовірно, виникло в 1990-х роках . На початку 21 століття була створена «церква» «останнього четвергізму» з пародійною релігією та принципами віри.  Церква викликала жваві дискусії в мережі. 
І «П’ятихвилинна гіпотеза», і «Останній четвергізм» використовують доведення до абсурду, щоб оскаржити твердження креаціонізму про те, що молодий вік Всесвіту слід прийняти через неможливість його спростувати. Ці аргументи ілюструють довільний характер релігійних тверджень про вік Всесвіту.

## Як сатира
Претензія подається як пародія на релігію, сатиричний засіб. Веб-сайт «Церква Останнього Четвергізму» намагався прирівняти віру в Останній Четвергізм до справжньої релігії, перераховуючи «догмати віри»:
Всесвіт був створений у четвер і закінчиться в четвер. Всесвіт був створений вами, щоб перевірити себе. Ви отримаєте винагороду або покарання залежно від ваших дій у цьому тесті. Ліворукість – гріховна спокуса. Усі, крім вас, були розміщені сюди та попередньо запрограмовані діяти як частина вашого тестового середовища. Це знають усі, крім вас. Мета цього тижневого тесту — виявити ваші моральні межі та характер.

## Дивіться також
- Нігілізм
- Чайник Рассела
- Літаючий спагетті-монстр
- Бритва Оккама